# 로즈메리 디윗
로즈마리 디윗(Rosemarie DeWitt, 1971년 10월 26일 ~ )은 미국의 배우이다. 《레이첼, 결혼하다》(2008)로 2008년 제13회 새틀라이트상 영화 부문 여우조연상, 2009년 제9회 밴쿠버 영화 비평가 협회 여우조연상을 수상했다.

## 출연 작품

### 영화
- 신데렐라 맨 (2005)
- 레이첼, 결혼하다 (2008)
- 컴퍼니 멘 (2010)
- 리틀 빗 오브 헤븐 (2011)
- 유어 시스터스 시스터 (2011)
- 마가렛 (2011)
- 티모시 그린의 이상한 삶 (2012)
- 왓치 (2012)
- 프라미스드 랜드 (2012)
- 사랑이 필요할 때 (2013)
- 멘, 우먼 & 칠드런 (2014)
- 킬 더 메신저 (2014)
- 폴터가이스트 (2015)
- 라라랜드 (2016) - 로라 역
- 수상한 교수 (2018)
- 스마일 2 (2024)

### 텔레비전
- 스탠드 오프 (2006-07)
- 유나이티드 스테이트 오브 타라 (2009-11)